# Григорашвили, Михаил Леонтьевич
Михаил Леонтьевич Григорашвили (груз. მიხეილ გრიგორაშვილი; англ. Michael Gregor; 6 февраля 1888, Дербент — 1953, Нью-Джерси) — российский, канадский и американский авиаконструктор грузинского происхождения, один из пионеров авиационной промышленности этих стран.

## Биография
Родился 6 февраля 1888 года в Дербенте в семье преподавателя городского училища. Отец — Леонтий Дмитриевич Григорашвили, мать — Софья Иосифовна, в девичестве Гулишамбарова.
В 1906 году окончил 6-ю Санкт-Петербургскую гимназию и поступил в Институт инженеров путей сообщения.
С раннего возраста был заинтересован авиацией и в 1907 году был одним из инициаторов написания студенческой петиции с просьбой к руководству ввести в курс обучения необязательный предмет «Воздухоплавание», а также одним из организаторов студенческого воздухоплавательного кружка и редактором издававшегося там журнала «Аэромобиль». Учителями молодого авиаконструктора были Н. А. Рынин и М. В. Заустинский. Вместе с ними студент Григорашвили участвовал в 1908 году в организации Императорского всероссийского аэроклуба (ИВАК), где он познакомился со многими пионерами российской авиации, в том числе с В. Лебедевым и С. Щетининым. Был избран членом ИВАК, что считалось для студента большой честью. Под руководством Рынина, Григорашвили и другие студенты создали на базе Института путей сообщения «аэромеханический кабинет» с аэродинамической трубой и стендом для испытания воздушных винтов — его оборудование экспонировалось на стенде ИИПС на Первой Всероссийской воздухоплавательной выставке.
Осенью 1909 года Щетинин создал «Первое российское товарищество воздухоплавания», с планами выпускать отечественные самолёты. На его небольшом заводе в числе прочих стал работать и Михаил Григорашвили. В частности, он участвовал в проектировании копии самолёта «Блерио XI» — «Россия Б», внеся в его конструкцию ряд усовершенствований.
Аэроклубом Григорашвили был направлен, для совершенствования навыков пилотирования, во Францию в лётную школу Альфреда де Пишофа, где в июле 1911 года получил пилотское «бреве» 577 и стал одним из первых российских лётчиков. После возвращения в Россию Григорашвили работал инструктором в лётной школе ИВАК и, купив в складчину с друзьями новый «Блерио», совершил ряд удачных показательных полётов в городах Прибалтики, Сибири и Украины.
Сохранилась газетная заметка о выступление Григорашвили в октябре 1911 года на Томском ипподроме. Погодные условия не благоприятствовали полёту: взлётная полоса представляла собой узкую дорожку посреди сугробов, дул сильный ветер, замёрзла вода в радиаторе и несколько часов не удавалось завести двигатель. Однако Григорашвили не хотел откладывать полёт, чтобы не разочаровывать многочисленных зрителей. Благополучно сделав два круга на высоте 80 метров, он приземлился и был вознаграждён качанием на руках.
В сентябре 1912 года, совершая взлёт с ипподрома Ровно, самолёт Григорашвили из-за остановки мотора совершил жёсткую посадку, что привело к серьёзным травмам пилота.
В 1913 году Григорашвили первым из студентов защитил в Институте инженеров путей сообщения диплом по авиационной специальности. В качестве дипломной работы он впервые в своей карьере конструктора полностью сконструировал проект нового аэроплана, отталкиваясь от «Ньюпора — IV».
В 1914 году, 7 февраля женился на дочери генерал-майора Нине Алексеевне Андреевой.

### Конструкторская карьера
Работая инженером путей сообщения на Юго-Западных дорогах, Григорашвили продолжал интересоваться авиационной теорией и практикой. В лаборатории своего Института он, ещё будучи студентом, вёл фундаментальные исследования воздушных винтов, в сотрудничестве с авиаконструктором А. А. Пороховщиковым, а также был испытателем самолёта его конструкции. Опытный образец самолёта «Би-Кок», однако, был разбит при испытательном полёте по вине Григорашвили, и это испортило его отношения с Пороховщиковым.
В годы Первой мировой войны Григорашвили работал на заводе Щетинина, а затем главным инженером на мебельной фабрике «Мельцер», где воздушные винты собственной системы «Г» были испытаны на самолётах российского Военно-воздушного флота. Винты по своим характеристикам были лучше новейших зарубежных образцов, а также изготавливались из более широкой номенклатуры типичных для России сортов древесины. Их крупносерийное производство было развёрнуто на заводе «Мельцер», который стал к началу 1917 г. ведущим предприятием промышленности по выпуску воздушных винтов — в частности, осенью 1916 года был получен заказ на 3000 винтов от Министерства обороны. Во многом благодаря Григорашвили российская авиация в Первой мировой войне не испытывала недостатка в этом виде продукции.
После Октябрьской революции Григорашвили был вынужден покинуть Россию. Он перебрался в Тбилиси, где работал инженером в Министерстве путей сообщения Грузии.

### Эмиграция и деятельность в США и Канаде
После установления советской власти в Грузии Григорашвили был вынужден покинуть родину и эмигрировал в США. С 1921 г. работал конструктором на авиационном заводе «Гэллендет Эркрафт» в штате Род-Айленд, но вскоре переехал в один из центров американской авиации Дейтон на предприятие «Дейтон-Райт». Тогда же он сменил свою фамилию на её американизированный вариант «Грегор», а в 1926 году — принял американское гражданство.
В 1922 году Григорашвили работал на фирме «Дейтон-Райт Корпорейшен», занимавшейся конверсией бомбардировщиков «Де-Хэвиленд» в пассажирские самолёты путём создания пассажирской кабины в носу самолёта — именно проектировкой закрытых пассажирских салонов и занимался русский эмигрант.
В 1923 г. стал конструктором на крупнейшей в Америке авиационной фирме «Кёртис-Райт», где принимал участие, в основном, в конструировании ряда скоростных боевых самолётов, а также пассажирских, почтовых и гоночных образцов.
В 1926 году Григорашвили с несколькими партнёрами основывает в Гарден-сити собственную авиастроительную фирму «Ройял Аэйркрафт Корпорейшен» и анонсировал создание самолёта «Ройял Бёрд» — гражданской многоцелевой модели с двумя кабинами, передняя из которых могла использоваться для перевозки груза либо пассажиров. Однако проект не смог привлечь инвесторов. Следующий, по созданию скоростного коммерческого самолёта с формами истребителя, также потерпел коммерческую неудачу.
В 1928 году Григорашвили становится одним из основателей авиационной фирмы «Бед Эркрафт» и её главным конструктором. Компания успешно выпустила ряд удачных коммерческих многоцелевых самолётов, однако не пережила Великой Депрессии.
Первым самолётом стал «Bird A» — коммерческий одностоечный биплан традиционной конструкции, однако с чистыми аэродинамическими формами и большими запасом прочности, позволяющим использовать машину для выполнения фигур высшего пилотажа. Верхнее крыло превосходило по размаху нижнее и имело большой вынос. Хорда верхнего крыла — 0,86 м, нижнего — 0,64 м. Законцовки крыльев были закруглены. Крыльевые стойки и стойки центроплана — профилированные N-образные. Двухлонжеронная силовая конструкция крыльев выполнена из спруса. Лонжероны и часть нервюр имели коробчатую конструкцию. Обшивка крыльев — полотняная, передние кромки обтянуты дюралевым листом. Трапециевидные элероны — только на верхнем крыле. Хвостовое оперение — из стальных труб и обтянуто тканью. Стабилизатор — с изменяемым в полете углом установки. силовая конструкция фюзеляжа — из сварных хромо-молибденовых труб. Двигатель — 90 л. с., V-образный «Кёртис OX-5». За красивые внешние формы самолёт был назван в прессе «самым грациозным и хорошо скомпонованным самолетом своего класса». В период эксплуатации он отличался надёжностью и безопасностью в пилотировании, не срывался в штопор и мог совершить посадку с брошенным рулевым управлением. 30 января 1929 года на «Bird-A» Элеонорой Смит был поставлен абсолютный женский мировой рекорд продолжительности полёта — 13 часов 16 минут. Также на нём летом 1929 года были выиграны Национальные воздушные гонки в Кливленде. Всего с 1929 по 1931 годы было построено 85 самолётов (часть — с моторами «Милуоки Тэнк», более мощными, но менее надёжными).
Помимо «Bird A», в дальнейшем выпускались машины следующих модификаций, отличающиеся двигателем: «Bird AА» — с двигателем «Анзани» (80 л. с.), «Bird B» — с мотором «Киннер К5» (100 л. с.), «Bird BW» — с мотором «Уорнер» (110 л. с.), «Bird C» — с мотором «Киннер В5» (125 л. с.), «Bird CW» — 165-сильный «Уайрлуинд» и ряд других. Всего всех машин было построено около 300 штук.
В 1932 году А. Н. Прокофьев-Северский пригласил Григорашвили на должность заместителя главного конструктора в свою фирму «Северский Эркрафт», и тот согласился. В этой компании Григорашвили участвовал в разработке самолетов «SEV-1», «SEV-2», «SEV-3» и их модификаций. Вскоре, однако, его отношения с Северским ухудшаются, и он покидает его компанию.
В 1934 г. Григорашвили основал фирму «Грегор Эркрафт» и построил оригинальный лёгкий самолёт «GR-1», не пользовавшийся, однако, коммерческим успехом. В 1936 г. Григорашвили по приглашению канадской фирмы по производству железнодорожной техники «Кар энд Фаундри», желавшей наладить серийное производство самолётов, переехал с женой в Форт-Уильям (провинция Онтарио), где в 1938 году реализовал проект своего истребителя-бомбардировщика биплана FDB-1. Таким образом, Григорашвили стал одним из основателей канадской авиационной промышленности. FDB-1 показал хорошие лётные характеристики, но не был запущен в серию из-за моральной устарелости бипланной схемы.
В сороковых годах Григорашвили работал в должности главного конструктора в компании «Чейз Эркрафт», куда его пригласил ещё один русский эмигрант — М. М. Струков. В то время его компания занималась проектирование десантно-транспортных планеров и самолётов, построив ряд удачных образцов. В частности, во второй половине 1940-х годов, компанией был построен самый большой военно-транспортный планер США XCG-20 (XG-20). Контракт с ВВС на его постройку был заключён в конце 1946 года. Схема представляла собой свободнонесущий высокоплан, кабина в котором занимала почти весь фюзеляж и имела размеры 11,2 х 3,65×3,05 м. В ней могли расположиться до 67 десантников, либо 50 носилочных мест в санитарном варианте. Кроме того, вместимость кабины позволяла заезжать в неё своим ходом почти всем видам американской боевой техники кроме танков. Максимальный взлётный вес была равен почти 32 тоннам, но из-за отсутствия подходящего самолёта буксировщика его снизили до 18 150 кг. Успешный испытательный полёт был проведён 26 апреля 1950 года, но эра транспортных планеров уже закончилась и армия отказалась от массового заказа. Тогда на самолёт были установлены конструкторами двигатели и планер превратился в успешный транспортный самолёт С-123 «Провайдер», который выпускался с поршневыми, реактивными и турбовинтовыми двигателями.
В 1953 году компания разделилась на «Чейз» и «Струков Эркрафт», Григорашвили остался в первой, но вскоре скончался.
Умер в 1953 году в Трентоне, штат Нью-Джерси, США.